# Vestlige halvkugle
Den Vestlige Halvkugle det som ligger vest for nulmeridianen (som går gennem Greenwich, London, England) og øst for 180. længdekreds.
Den Vestlige Halvkugle er også en geopolitisk term for superkontinentet Amerika og de tilhørende øer og farvande. Dette område går også under navnet den Nye Verden. Den vestlige halvkugle dækker halvdelen af Jorden, mens den Østlige Halvkugle dækker resten.